# 吴承恩墓
吴承恩墓，位于江苏省淮安市淮安区，是中华人民共和国江苏省文物保护单位之一。
吳承恩死后其家人将吴承恩安葬在山阳城外大运河东堤的南干渠东边（今属江苏省淮安市淮安区马甸镇二堡村）。1981年8月，吴承恩墓被当地人民政府发现并进行修缮保护。2006年吴承恩墓被列为江苏省文物保护单位。